# Каргашин, Сергей Александрович
Сергей Александрович Каргашин (род. 2 марта 1965, г. Черняховск, Калининградская обл.) — журналист, редактор,  поэт, член Союза писателей России, автор слов ко многим известным песням.

## Биография
Родился 2 марта 1965 года в семье военнослужащего в городе Черняховске. После школы поступил в Московский финансовый институт, откуда был призван в Советскую Армию. После службы в армии поступил на факультет журналистики МГУ, который окончил в 1992 году. Вёл разделы культуры в газетах «Советская Россия», «Правда».

## Творчество
Автор пяти книг и многих песен. Член Союза писателей России. Кавалер Пушкинской медали (1999). Лауреат литературных премий им. Александра Невского «России верные сыны» (2000), «Хрустальной розы Виктора Розова» (2006), премии им. Петра Проскурина (2013), телевизионного конкурса «Песня года» (2016).
Включён в учебник «Родная русская литература» за 9 класс (2021).
В содружестве с композиторами И. Демариным, И. Сарухановым, И. Матетой, А.Добронравовым, О. Ивановым, В. Окороковым, А. Ктитаревым, Ю. Донской, О. Шаумаровым, С. Найдуном, Ю. Мартыновым и Ю. Алябовым написал более двухсот песен.
Исполнители — Григорий Лепс, Николай Басков, Алла Пугачёва, Стас Михайлов, Александр Добронравов, Светлана Сурганова, Игорь Демарин, Александр Михайлов, Ирина Круг, Наталья Фатеева, Ярослав Сумишевский, Алексей Петрухин, Варвара, Дмитрий Дюжев, Руслан Осташко, Аглая Шиловская, Юлиан, Анастасия, Семен Канада, Ксения Георгиади, Виктор Салтыков, Татьяна Петрова, Леонид Серебренников, Людмила Николаева, Стелла Аргату, Вероника Агапова, Анна Снаткина, Дмитрий Нестеров, Виталий Гогунский, Андрей Бриг, группы «Сябры», «Икс миссия», «Бабье лето», «Белые росы», «Весна», «Новые самоцветы» и другие.
Автор слов «На горе, на горушке» (Михаил Евдокимов, Александр Михайлов, Патриарший Хор Данилова монастыря и др.), «Где-то за тучами» (Г. Лепс, С. Сурганова), «Там» (Стас Михайлов, Филипп Киркоров), «Под одним флагом» (Алла Пугачёва), «Цветы без повода» (И. Круг), «Формула счастья» («Весна»), «Белые халаты», «Я — русский» (И. Демарин) и других.
Общественная деятельность — эксперт Изборского клуба; член Общественного совета Правды. Ру; председатель ревизионной комиссии Клуба писателей Центрального дома литераторов и др.

### Стихотворение «Я — русский. Спасибо, Господи!»
Хрестоматийное стихотворение «Я — русский. Спасибо, Господи!», которое вошло в учебник «Родная русская литература» за 9 класс было написано в 1994 году. В 1995 оно опубликовано на первой полосе «Советской России» и сразу ушло в народ: его стали цитировать политики, композиторы писать на эти слова музыку (на сегодняшний день написано 5 разных мелодий), стихотворение включили в документальный фильм о солдате-великомученике Евгении Родионове, перепечатывали в различных изданиях, вплоть до многотиражек на Сахалине…
Как вспоминает сам поэт: «Однажды, после прочтения этого стихотворения на Дне города во Владимирской области, ветеран Великой Отечественной войны стал жать мне руку, хотел что-то сказать и так разволновался — что заплакал и… поцеловал мою руку. Я и сам разволновался — ведь это я, тогда ещё молодой мальчишка, должен ему целовать руки за Великую Нашу Победу. Наверное, это главная моя награда в жизни — выше не бывает!».
Сегодня стихотворение «Я — русский» особенно востребовано. В 2023 году на него сняты видеоролики: Министерством культуры РФ — стихотворение читает народный артист России Борис Щербаков (совместный проект с Первым каналом «Слово классика») и Министерством обороны РФ — стихотворение читают военнослужащие.
Ролики мгновенно набрали миллионные просмотры и большое число перепостов — на своих ресурсах видео разместили «Вести», «Царьград», «Соловьев Live», ТВЦ, военные корреспонденты Юрий Подоляка, Александр Коц, Евгений Поддубный, а также многие государственные и общественные деятели — такие, как Дмитрий Медведев, Владимир Рогов, Викарий Патриарха Кирилла епископ Савва, губернатор Севастополя Михаил Развожаев, Наталия Нарочницкая и др.
В 2023 году НАРОДНЫЙ ФРОНТ презентовал патриотический мультфильм юных кадетов, снятый на стихи Сергея Каргашина «Я — русский», мультфильм был отправлен для показа военнослужащим.
Об огромной социально-общественной значимости стихотворения Сергея Каргашина «Я — русский» в 2023 году написал депутат, заместитель председателя Мосгордумы Андрей Медведев:
«Вообще, крайне интересна судьба стихотворения, которое сегодня звучит в ролике Минобороны. В этой истории практически отражена история страны и восприятия слова „русский“ да и вообще русского народа как властью, так и представителями культуры».
Ранее об этом стихотворении писала Маргарита Симоньян: «Меня удивили позиционные бои вокруг стихотворения 'Я — русский! Спасибо, Господи!'… Стихотворение, на самом деле, очень даже. Вполне достойное того, чтобы его проходили дети в России».
23 июня 2023 года в рамках совместного проекта Минкультуры России и Первого канала «Слово классика» в эфир вышел другой ролик на стихи Сергея Каргашина — заслуженный артист России Игорь Ливанов читает стихотворение «Родину не выбирают».

## Оценки
Пётр Проскурин, писатель, Герой Социалистического Труда: «Стихи Сергея Каргашина не разрушают душу, а созидают и приближают её к Богу» («Слово», № 50, 2000 г.).
Юрий Поляков, писатель, драматург: «У поэта Сергея Каргашина есть два главных качества, необходимых серьёзному русскому писателю — литературный талант и любовь к своему Отечеству» («Литературная газета», № 27, 2000 г.).

Анна Шатилова, теледиктор, народная артистка России: «Это очень светлый человек. Отсюда такие светлые стихи и песни» (ЦДЛ, 29.05.2000 г.).

Юрий Маликов, народный артист России: "Стихи Сергея Каргашина востребованы. И прежде всего потому, что от них исходит тепло, они — живые. Это именно стихи, а не «тексты» (ЦДЛ, 6.12. 2000 г.).

Михаил Евдокимов, артист: «Это замечательный и успешный поэт, лауреат литературных премий. Его песня „На горе на горушке“, которую я исполняю, мне особенно дорога. Это настоящая, большая песня» («Эхо Москвы», 18.03.2001 г.).

Геннадий Зайцев, генерал-майор, Герой Советского Союза: «Сергей Александрович — иначе я к нему не обращаюсь. Ведь он уже столько всего успел сделать. А его „Присяга“ не просто песня — это наш гимн» (ЦДЛ, 27.05.2005 г.).

Анатолий Ярмоленко, народный артист Беларуси, художественный руководитель ансамбля «Сябры»: «Уважаемый Сергей Александрович! Поздравляем с выходом нового альбома и творческим вечером. Рады, что песня „Живи и здравствуй“
в исполнении ансамбля „Сябры“ и Николая Баскова нашла широкий отклик в сердцах белорусского и русского народов и заняла достойное место в вашем альбоме» (из телеграммы за 26.05. 2005 г.).

Николай Добронравов, поэт: «Сергей Каргашин — счастливый человек. Он нашёл себя. Он достойный продолжатель традиций наших лучших поэтов-песенников — Льва Ошанина, Алексея Фатьянова, Михаила Матусовского…» (ЦДЛ, 6.12.2006 г.).

## Книги
- На миллиметр от боли. Стихи. М., «Три Л». 1995.
- Надорванные бусы. Стихи. М., МГФ «Знание». 1997.
- А лететь всё равно надо… Стихи, рассказы, беседы. М., «Три Л». 1999.
- Камни во сне летают. Стихи и песни. Московская городская организация Союза писателей России. 2007.
- В море нет светофоров. Стихи. М., «РИПОЛ классик». 2008.

## Авторские компакт-диски
- Мелодия ветра. 2000.
- Равновесие. 2005.

## Награды
- Благодарность Министра культуры и массовых коммуникаций Российской Федерации (23 ноября 2005 года) — за подготовку и проведение ежегодной литературной премии имени Александра Невского «России верные сыны»[1].